# Боротьба (газета УПСР)
«Боротьба́» — щоденна газета, що виходила в Києві в 1917–1920 роках.
На початку 1917 — центральний орган Української партії соціалістів-революціонерів. Редактор — Микола Шраг. З газетою співробітничали Микита Шаповал, Никифір Григоріїв, Аристарх Терниченко.
Після розколу УПСР навесні 1918 року — орган її лівої течії, що згодом оформилася в самостійну партію, взявши собі назву, похідну від назви її друкованого органу — «боротьбисти». Виходила за редакцією Василя Елланського.

## Історія
У 1915 році в Києві виходив тижневик «Боротьба» — нелегальний друкований орган київської групи українських соціалістів-революціонерів. Друкувався на міміографі накладом до 300 примірників. Усього вийшло п'ять номерів, останній  — 1 серпня 1915 року. Тижневик не мав чітко окресленого партійного програмного характеру, що пояснюється участю в його виданні широкого кола українських громадських та політичних діячів. З часописом співробітничали Сергій Єфремов, Андрій Ніковський, Володимир Самійленко, Микола Ковалевський, Микола Шраг та інші, її редагували Микола Ковалевський та Левко Ковалів.
Микола Ковалевський про видання тижневика «Боротьба» писав:
|  | Російський поліційний апарат був увесь час наставлений на те, щоб відкрити нашу нелегальну друкарню, але це не вдалося. Ми застосували тактику рухливості, кожне число «Боротьби» друкувалося в іншому місті. Тут придалися нам наші зв'язки… Найдовше переховувалася наша друкарня в Олександрівській лікарні під опікою нашого випробуваного товариша Ісаака Базяка, який працював у цій лікарні фельдшером… Після того, як виявилося, що поліція почала нападати на слід друкарні в помешканні Ісаака Базяка, друкарню перенесено в інше місце, а «Боротьбу» почав друкувати у військовому штабі Округи штабовий писар Панас Любченко, що пізніше був головою Ради Комісарів України, поки сам застрілився. Потім друкарня «Боротьби» мандрувала в інші місця, і поліція до самої революції її не знайшла. |